# Farnesene
| Farnesene             |                                                  |                                                   |
| Name                  | α-Farnesen                                       | β-Farnesen                                        |
| Andere Namen          | (3E,6E)-3,7,11-Trimethyl- 1,3,6,10-dodecatetraen | (6E)-7,11-Dimethyl-3-methylen- 1,6,10-dodecatrien |
| Strukturformel        | Strukturformel von α-Farnesen                    | Strukturformel von β-Farnesen                     |
| CAS-Nummer            | 26560-14-5 (Z,E-α)                               | 18794-84-8 (trans-β)                              |
| CAS-Nummer            | 502-61-4 (Isomerengemisch)                       |                                                   |
| PubChem               | 5281516                                          | 5281517                                           |
| Summenformel          | C15H24                                           | C15H24                                            |
| Molare Masse          | 204,36 g·mol−1                                   | 204,36 g·mol−1                                    |
| Aggregatzustand       | flüssig                                          | flüssig                                           |
| Kurzbeschreibung      | farblose Flüssigkeit                             | farblose Flüssigkeit                              |
| Dichte                | 0,844–0,879 g·cm−3                               | 0,844–0,879 g·cm−3                                |
| Brechungsindex        | 1,490–1,505 (bei 20 °C)                          | 1,490–1,505 (bei 20 °C)                           |
| Siedepunkt            | α-(Z)-Isomer: 98–102 °C (6,7 hPa)                | β-(Z)-Isomer: 95–107 °C (6,7 hPa)                 |
| Löslichkeit           | unlöslich in Wasser                              | unlöslich in Wasser                               |
| GHS- Kennzeichnung    | \| keine GHS-Piktogramme \|                      | \| keine GHS-Piktogramme \|                       |
| H- und P-Sätze        | keine H-Sätze                                    | keine H-Sätze                                     |
| H- und P-Sätze        | keine P-Sätze                                    |                                                   |
| keine GHS-Piktogramme |                                                  |                                                   |

Die Farnesene (Betonung auf der dritten Silbe: Farnesene) bilden eine Stoffgruppe, die sechs nahe verwandte Verbindungen aus der Klasse der Sesquiterpene umfasst. α-Farnesen und β-Farnesen sind Isomere, mit unterschiedlicher Lage der Doppelbindung. Bei α-Farnesen handelt es sich um 3,7,11-Trimethyl-1,3,6,10-dodecatetraen, während β-Farnesen die Formel 7,11-Dimethyl-3-methylen-1,6,10-dodecatrien besitzt. Von der Alphaform existieren vier Konfigurationsisomere, die sich bezüglich der Geometrie der beiden innen liegenden Doppelbindungen unterscheiden (an den endständigen Doppelbindungen gibt es keine Möglichkeit zur Isomerie). Vom Beta-Isomer existieren zwei Isomere, die sich in der Konfiguration ihrer mittleren Doppelbindung unterscheiden.

## α-Farnesen
Zwei der Konfigurationsisomere des α-Farnesens wurden als Naturstoffe isoliert.

(3E,6E)-3,7,11-Trimethyldodeca-1,3,6,10-tetraen
(E,E)-α-Farnesen ist das verbreitetere von beiden. Es findet sich beispielsweise in der Schale von Äpfeln und anderen Früchten und ist Träger des charakteristischen „Grüner-Apfel-Aromas“. Oxidation durch Luft führt zu Verbindungen, die letztendlich zum Zelltod der äußeren Zellschichten der Frucht führen, wie man sie an den braunen Verfärbungen bei Druckstellen von Äpfeln beobachten kann.

(3Z,6E)-3,7,11-Trimethyldodeca-1,3,6,10-tetraen
(Z,E)-α-Farnesen wurde aus dem ätherischen Öl von Perilla isoliert. Beide Isomere wirken auf Insekten als Botenstoffe; sie wirken als Alarmpheromone bei Termiten
oder als Lockstoff beim Apfelwickler.
α-Farnesen ist weiterhin der Hauptbestandteil des Gardenienöls (aus Gardenien) mit einem Anteil von etwa 65 % der flüchtigen Komponenten.
Die beiden anderen Isomere sind technisch herstellbar.

(3E,6Z)-3,7,11-Trimethyldodeca-1,3,6,10-tetraen

(3Z,6Z)-3,7,11-Trimethyldodeca-1,3,6,10-tetraen

## β-Farnesen
Vom β-Farnesen wurde bisher ein Isomer in der Natur nachgewiesen.

(6E)-7,11-Dimethyl-3-methylidenedodeca-1,6,10-trien
Das (E)-Isomer ist ein Bestandteil verschiedener ätherischer Öle, z. B. von Cannabis sativa. Es wird von Blattläusen als Alarmpheromon freigesetzt, um andere Blattläuse zu warnen. Es konnte gezeigt werden, dass verschiedene Pflanzen wie beispielsweise einige Kartoffelarten dieses Pheromon als ein natürliches Repellent gegen Insekten verwenden.
Das (Z)-Isomer wurde bisher nur künstlich dargestellt.

(6Z)-7,11-Dimethyl-3-methylidenedodeca-1,6,10-trien